# 邓金鍌
邓金鍌（1908年—1973年），男，广东开平人，中国儿科专家，曾任北京儿童医院副院长、内科主任，第四届全国政协委员。